# 이반 라시모프

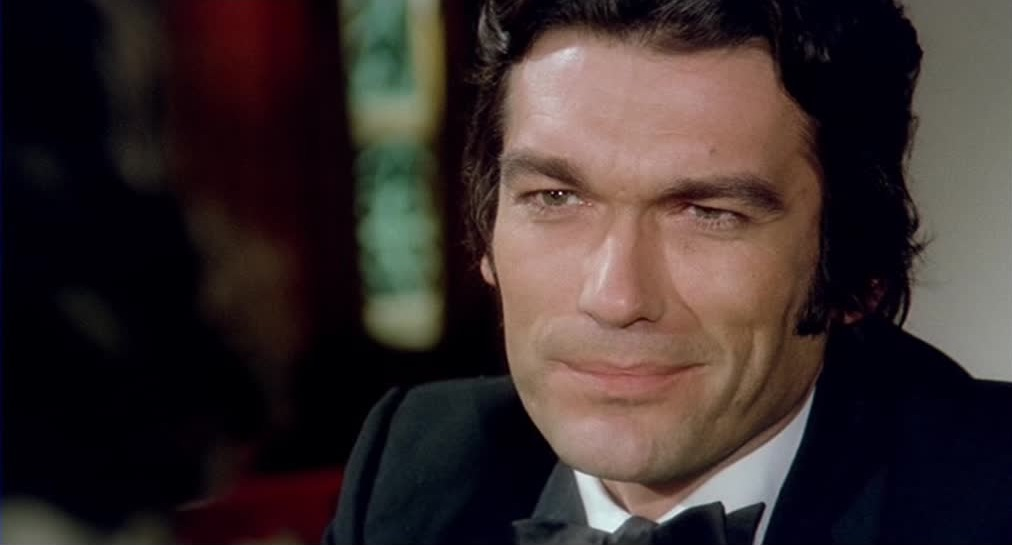

이반 라시모프(Ivan Rassimov, 1938년 5월 7일 ~ 2003년 3월 14일)는 이탈리아의 영화배우이다.
트리에스테에서 태어났으며 로마에서 사망하였다. 사인은 교통사고이다.

## 영화
- 별난 전쟁 (1983년)
- 홀로코스트 2 (1980년)
- 전세계 속의 엠마뉴엘 (1977년)
- 정글 홀로코스트 (1977년)
- 악령의 밤 2 (1977년)
- 엠마뉴엘 인 방콕 (1976년)
- 올 더 컬러스 오브 더 다크 (1972년)
- 더 맨 프롬 더 딥 리버 (1972년) - 존 브래들리 역
- 너의 죄악은 밀실, 오직 나만이 열쇠를 가지고 있다 (1972년)
- 워드 부인의 이상한 죄악 (1971년)
- Cjamango (1967년)
- 올모스트 어 맨 (1966년)
- 흡혈귀 행성 (1965년) - 데리 켈 역